# مایسنر (هسن)
مایسنر (به آلمانی: Meißner) یک شهر در آلمان است که در ورا-مایسنر واقع شده‌است. مایسنر ۳٬۳۱۹ نفر جمعیت دارد.